# Isopoliteia
Una isopoliteia (en griego antiguo: ἰσοπολιτεία) fue un tratado de igualdad de derechos de ciudadanía entre las póleis (ciudades estado) de la antigua Grecia. Esto ocurría a través de un acuerdo mutuo entre ciudades o mediante el intercambio de decretos individuales. Se usó para fomentar relaciones diplomáticas amigables. La Liga Etolia fue un caso único de una entidad política más grande que concedía tratados de isopoliteia. La sympoliteia iba más allá, suponiendo la fusión de dos o más póleis.

## Historia
Existen muchos ejemplos de isopoliteia, como el pacto entre Mileto y Cícico desde aproximadamente 330 a. C., por el cual se registró amistad eterna entre ambas. En otras ocasiones, los tratados tenían un determinado tiempo de duración, y debían ser renovados, como el tratado entre Mileto y Phygela desde fines del siglo IV a. C., el cual renovó la isopoliteia entre ambos. A una colonia también se le podía conceder isopoliteia por su ciudad madre, tal como Cío la obtuvo de Mileto ca. 228 a. C..
Con una isopoliteia, los ciudadanos  podían disfrutar los privilegios de la ciudadanía en las dos ciudades que formaban parte del tratado. En la práctica esto significaba que se le concedían beneficios como la exención tributaria, el derecho al sacrificio en los cultos públicos, escaños especiales en las reuniones públicas y el derecho a entablar juicios en el tribunal público, reservados a los ciudadanos. Además, cualquier ciudadano de una ciudad que quisiera obtener la ciudadanía completa, especialmente la elegibilidad para cargos públicos, en la otra ciudad solo tenía que declararse a sí mismo sujeto a impuestos.
En el caso de las ciudades madre y las colonias la relación era inusual, porque las ciudades madre normalmente limitaban estrictamente el derecho de retorno de sus antiguos ciudadanos que se establecían en sus colonias. Vanessa Gorman argumenta que Mileto usó la isopoliteia como una manera de atraer habitantes desde sus colonias en tiempos en que la ciudad estaba siendo reconstruida tras la batalla de Mícala in 479 a. C.. El restablecimiento de Teos alrededor de la segunda mitad del siglo VI a. C. por habitantes de su colonia Abdera pudo haber sido un caso similar.